# NGC 5501
NGC 5501 é uma galáxia espiral (S0-a) localizada na direcção da constelação de Virgo. Possui uma declinação de +01° 16' 22" e uma ascensão recta de 14 horas, 12 minutos e 20,1 segundos.
A galáxia NGC 5501 foi descoberta em 13 de Abril de 1828 por John Herschel.